# Leichtathletik-Juniorenasienmeisterschaften 2016
Die 17. Leichtathletik-Juniorenasienmeisterschaften fanden vom 3. bis zum 6. Juni 2016 in der vietnamesischen Ho-Chi-Minh-Stadt statt. Damit fanden die Juniorenmeisterschaften zum zweiten Mal nach 2010 (Hanoi) in Vietnam statt.

## Ergebnisse

### Männer

#### 100 m
| Platz | Athlet                    | Land | Zeit (s) |
| ----- | ------------------------- | ---- | -------- |
| 1     | Khairul Hafiz Jantan      | MAS  | 10,36    |
| 2     | Takeda Ippei              | JPN  | 10,41    |
| 3     | Abdullah Abkar Mohammed   | KSA  | 10,45    |
| 4     | Oshima Kenta              | JPN  | 10,50    |
| 5     | Badrul Hisham Abdul Manap | MAS  | 10,54    |
| 6     | Herry Wong Cheuk Hei      | HKG  | 10,73    |
| 7     | Wladislaw Grigorjew       | KAZ  | 10,73    |
| 8     | Shen Yu-sen               | TPE  | 10,74    |

Datum: 4. Juni

#### 200 m
| Platz | Athlet                 | Land | Zeit (s) |
| ----- | ---------------------- | ---- | -------- |
| 1     | Yang Chun-han          | TPE  | 20,73    |
| 2     | Khairul Hafiz Jantan   | MAS  | 21,15    |
| 3     | Inuzuka Wataru         | JPN  | 21,16    |
| 4     | Mishal al-Mutairi      | KUW  | 21,24    |
| 5     | Wladislaw Grigorjew    | KAZ  | 21,37    |
| 6     | Ahmed Saleh Mahda      | KSA  | 21,51    |
| 7     | Lee Kyu-hyong          | KOR  | 21,90    |
| 8     | Jaloliddin Khamrokulov | UZB  | 21,99    |

Datum: 6. Juni

#### 400 m
| Platz | Athlet                    | Land | Zeit (s) |
| ----- | ------------------------- | ---- | -------- |
| 1     | Obuchi Mizuki             | JPN  | 47,52    |
| 2     | Taha Hussein Yaseen       | IRQ  | 47,55    |
| 3     | Abdullah Djimet Souleiman | KSA  | 47,83    |
| 4     | Vitsanu Phosri            | THA  | 47,84    |
| 5     | Malik Pankaj              | IND  | 47,85    |
| 6     | Sabir Said Essa           | KSA  | 49,63    |
| 7     | Mohammadreza Faridi       | THA  | 50,83    |
| 8     | Nattapong Kongkraphan     | THA  | 50,85    |

Datum: 8. Juni

#### 800 m
| Platz | Athlet                              | Land | Zeit (min) |
| ----- | ----------------------------------- | ---- | ---------- |
| 1     | Amoj Jacob                          | IND  | 1:51,82    |
| 2     | Idriss Mousa Youssouf               | QAT  | 1:52,28    |
| 3     | Mohammed Raheem al-Bazaznah         | IRQ  | 1:52,78    |
| 4     | Singh Beant                         | IND  | 1:53,16    |
| 5     | Asif Rahman Jiyaudeen               | MAS  | 1:53,70    |
| 6     | Mithun Mihiranga Kariyawasam Gamage | SRI  | 1:54,31    |
| 7     | Liao Ta-wei                         | TPE  | 1:54,65    |
|       | Saeed Hassan Olwani                 | KSA  | DNF        |

Datum: 6. Juni

#### 1500 m
| Platz | Athlet                | Land | Zeit (min) |
| ----- | --------------------- | ---- | ---------- |
| 1     | Ajay Kumar Saroj      | IND  | 3:57,55    |
| 2     | Idriss Mousa Youssouf | QAT  | 3:58,28    |
| 3     | Ata Assadi            | IRI  | 4:03,37    |

#### 5000 m
| Platz | Athlet             | Land | Zeit (min) |
| ----- | ------------------ | ---- | ---------- |
| 1     | Takato Suzuki      | JPN  | 14:16,42   |
| 2     | Akira Aizawa       | JPN  | 14:32,08   |
| 3     | Gavit Murli Kumar  | IND  | 14:49,41   |
| 4     | Tadvi Kisan Narshi | IND  | 14:52,15   |
| 5     | Lê Trung Đức       | VIE  | 15:22,16   |
| 6     | Ebrahim Shabil     | JEM  | 15:56,22   |

Datum: 3. Juni

#### 10.000 m
| Platz | Athlet                               | Land | Zeit (min) |
| ----- | ------------------------------------ | ---- | ---------- |
| 1     | Watanabe Sota                        | JPN  | 31:23,93   |
| 2     | Abhishek Pal                         | IND  | 31:24,06   |
| 3     | Tadvi Kisan Narshi                   | IND  | 32:07,12   |
| 4     | Noor Aldeen al-Humaidha              | JEM  | 32:49,41   |
| 5     | Zeng Ting-we                         | TPE  | 33:58,93   |
| 6     | Yeh Jih-hung                         | TPE  | 34:12,24   |
| 7     | Supun Priyanjana Imihami Mudiyansela | SRI  | 34:36,76   |
| 8     | Hanniel Chow Hon Nip                 | HKG  | 34:56,09   |

Datum: 6. Juni

#### 10.000 m Gehen
| Platz | Athlet                          | Land | Zeit (min) |
| ----- | ------------------------------- | ---- | ---------- |
| 1     | Zhang Yao                       | CHN  | 44:33,00   |
| 2     | Morita Yasushi                  | JPN  | 44:33,79   |
| 3     | Song Yun-hwa                    | KOR  | 45:38,45   |
| 4     | Joo Hyun-Myeong                 | KOR  | 45:58,78   |
| 5     | Chang Wei-lin                   | TPE  | 48:53,68   |
| 6     | Mior Muhammad Amerul Mohd Sahak | MAS  | 48:56,63   |
| 7     | Samanbek Bababek                | IND  | DNF        |
|       | Zhang Jiaxu                     | CHN  | DNF        |

Datum: 4. Juni

#### 110 m Hürden (99 cm)
| Platz | Athlet                     | Land | Zeit (s) |
| ----- | -------------------------- | ---- | -------- |
| 1     | Mohd Rizzua Haizad Muhamad | MAS  | 14,00    |
| 2     | May Mon Paulose            | IND  | 14,02    |
| 3     | Zhang Tao                  | CHN  | 14,05    |
| 4     | Apisit Puanglamyai         | THA  | 14,11    |
| 5     | Cheung Wang Fung           | HKG  | 14,12    |
| 6     | Akila Ravisanka Gamage     | SRI  | 14,20    |
| 7     | Wjatscheslaw Sems          | KAZ  | 14,34    |
| 8     | Phanuwat Kwanyuen          | THA  | 14,36    |

Datum: 5. Juni

#### 400 m Hürden
| Platz | Athlet                          | Land | Zeit (s) |
| ----- | ------------------------------- | ---- | -------- |
| 1     | Watanabe Yoshihiro              | JPN  | 50,86    |
| 2     | Feng Zhiqiang                   | CHN  | 51,49    |
| 3     | Kim Hyun-bin                    | KOR  | 52,55    |
| 4     | Quek Lee Yong                   | MAS  | 53,53    |
| 5     | Shokhrukh Baratov               | UZB  | 54,07    |
| 6     | Uditha Chandrasena Mingappulige | SRI  | 73,85    |
|       | Jassam Mohammed Mayil           | IRQ  | DSQ      |
|       | Mohammadreza Rahmani            | IRI  | DNF      |

Datum: 6. Juni

#### 3000 m Hindernis
| Platz | Athlet                  | Land | Zeit (min) |
| ----- | ----------------------- | ---- | ---------- |
| 1     | Muhand Khamis Saifeldin | QAT  | 9:26,79    |
| 2     | Lê Trung Đức            | VIE  | 9:27,40    |
| 3     | Lê Quang Hoà            | VIE  | 9:31,86    |
| 4     | Komuro Tsubasa          | JPN  | 9:41,71    |
| 5     | Hanniel Chow Hon Nip    | HKG  | 9:59,61    |
| 6     | Raqymschan Kelmanow     | KAZ  | 10:30,47   |
| 7     | Felisberto de Deus      | TLS  | 12:00,83   |
|       | Ebrahim Shabil          | JEM  | DNS        |

Datum: 5. Juni

#### 4 × 100 m Staffel
| Platz | Land              | Athleten                                                                            | Zeit (s) |
| ----- | ----------------- | ----------------------------------------------------------------------------------- | -------- |
| 1     | Chinesisch Taipeh | Yeh Shou-bo Yang Chun-han Liu Chao-hsuan Shen Yu-sen                                | 39,75    |
| 2     | Malaysia          | Asnawi Hashim Badrul Hisham Abdul Manap Muhammad Haiqal Hanafi Khairul Hafiz Jantan | 39,91    |
| 3     | Thailand          | Chayut Khongprasit Sakchai Laomool Nutthapong Veeravongratanasiri Pipat Nupuang     | 40,36    |
| 4     | Hongkong          | Chun Chi Sing Lee Hong Kit Tsoi Hong Yuen Herry Wong Cheuk Hei                      | 41,46    |
| 5     | Vietnam           | Hoàng Minh Cường Nguyễn Văn Châu Phạm Văn Thành Tranh Anh Cường                     | 41,92    |
|       | Pakistan          | Muhammad Laeeq Muhammad Afzal Muhammad Bilal Sadiq Muhammad Shahbaz                 | DSQ      |
|       | Oman              | Nawaf al-Hooti Ammar al-Saifi Abdulhakeem al-Naufali Muotasim al-Shekaili           | DNS      |

Datum: 5. Juni

#### 4 × 400 m Staffel
| Platz | Land          | Athleten                                                                                | Zeit (min) |
| ----- | ------------- | --------------------------------------------------------------------------------------- | ---------- |
| 1     | Thailand      | Vitsanu Phosri Nattapong Kongkraphan Phitchaya Sunthonthuam Phanuwat Bunfueangfu        | 3:11,59    |
| 2     | Indien        | Murugan Kiran Malik Pankaj Kupar Harsh Amoj Jacob                                       | 3:12,12    |
| 3     | Saudi-Arabien | Ahmed Saleh Mahda Abdallah Djimat Souleyman Sabir Said Essa Yasir Yahya Hazazi          | 3:12,37    |
| 4     | Irak          | Taha Hussein Yaseen Yasir Ali al-Saadi Mohammed Raheem al-Bzaznah Jassam Mohammed Mayil | 3:12,41    |
| 5     | Sri Lanka     | Ampitiye Chamika Samarasingha Don Kavindu Aruna Dharshana Sammi Aarachilage             | 3:12,77    |
| 6     | Indonesien    | Silzer Yanuard Numberi Ifan Anugrah Setiawan Wempy Pelamonia Kristian Tomy Gobay        | 3:14,73    |
| 7     | Iran          | Ata Assadizakalaki Mohammadreza Faridi Farshad Kordloo Mohammadreza Rahmani             | 3:18,77    |
| 8     | Hongkong      | Cheung Wang Fung Leung Ho Chun Lau Chak Kuen Tsoi Hong Yuen                             | 3:25,87    |

Datum: 6. Juni

#### Hochsprung
| Platz | Athlet                  | Land | Höhe (m) |
| ----- | ----------------------- | ---- | -------- |
| 1     | Fujita Keitaro          | JPN  | 2,16     |
| 2     | Muhammad Syazwan Ahmad  | MAS  | 2,14     |
| 3     | Hussein al-Ibraheemi    | IRQ  | 2,14     |
| 4     | Roshan Ranatungage      | SRI  | 2,10     |
| 5     | Tejaswin Shankar        | IND  | 2,07     |
| 5     | Mahamat Hamdi           | QAT  | 2,07     |
| 7     | Jeeranaphat Chueamontha | THA  | 2,04     |
| 8     | Vũ Đức Anh              | VIE  | 2,04     |

Datum: 5. Juni

#### Stabhochsprung
| Platz | Athlet                     | Land | Höhe (m)  |
| ----- | -------------------------- | ---- | --------- |
| 1     | Muntadher Faleh Abdulwahid | IRQ  | 5,25      |
| 2     | Patsapong Amsam-Ang        | THA  | 5,20 =NJR |
| 3     | Ali Mohsen Abed Zid        | IRQ  | 5,10      |
| 4     | Ochiai Takuma              | JPN  | 5,10      |
| 5     | Hussain al-Hizam           | KSA  | 5,00      |
| 6     | Cai Jinhao                 | CHN  | 5,00      |
| 7     | Yeh Yao-wen                | TPE  | 4,60      |
| 7     | Gim Yeong-ju               | KOR  | 4,60      |

Datum: 3. Juni

#### Weitsprung
| Platz | Athlet             | Land | Weite (m) |
| ----- | ------------------ | ---- | --------- |
| 1     | Zhong Peifeng      | CHN  | 7,84      |
| 2     | Nomura Tomoya      | JPN  | 7,75 w    |
| 3     | Adachi Kazuma      | JPN  | 7,73      |
| 4     | Greshan Dhananjaya | SRI  | 7,60      |
| 5     | Lin Tzu-ch         | TPE  | 7,46 w    |
| 6     | Ko Ho Long         | HKG  | 7,37      |
| 7     | Sung Jin-suok      | KOR  | 7,37      |
| 8     | Saran Saenbuakham  | THA  | 7,33      |

Datum: 4. Juni

#### Dreisprung
| Platz | Athlet               | Land | Weite (m) |
| ----- | -------------------- | ---- | --------- |
| 1     | Sung Jin-syuk        | KOR  | 16,19     |
| 2     | Liu Mingxuan         | CHN  | 16,05     |
| 3     | Sonu Kumar           | IND  | 15,99     |
| 4     | Greshan Dhananjaya   | SRI  | 15,98     |
| 5     | Chakkrit Panthasa    | THA  | 15,69     |
| 6     | Muhammad Afzal       | PAK  | 15,46     |
| 7     | Chamal Liyana Waduge | SRI  | 15,45     |
| 8     | Iwan Solojew         | KAZ  | 15,24     |

Datum: 6. Juni

#### Kugelstoßen
| Platz | Athlet                | Land | Weite (m) |
| ----- | --------------------- | ---- | --------- |
| 1     | Yukinaga Shinichi     | JPN  | 18,41     |
| 2     | Bhalothia Ashish      | IND  | 17,38     |
| 3     | Zhang Xinyuan         | CHN  | 17,12     |
| 4     | Lin Che-shen          | TPE  | 17,03     |
| 5     | Moaaz Mohamed Ibrahim | QAT  | 16,86     |
| 6     | Ma Hau-wei            | TPE  | 16,34     |

Datum: 4. Juni
Die ursprünglich zweit- und drittplatzierten Iraner Amin Lotfollahi und Mehdi Rostami wurden nachträglich wegen eines Dopingverstoßes disqualifiziert.

#### Diskuswurf
| Platz | Athlet                   | Land | Weite (m) |
| ----- | ------------------------ | ---- | --------- |
| 1     | Moaaz Mohamed Ibrahim    | QAT  | 60,49     |
| 2     | Ando Yume                | JPN  | 58,80 NJR |
| 3     | Yukinaga Shinichi        | JPN  | 54,79     |
| 4     | Sajjad Zare              | IRI  | 51,18     |
| 5     | Ma Hau-wei               | TPE  | 49,99     |
| 6     | Ali Maghsoudisarteshnizi | IRI  | 49,54     |
| 7     | Ngu Ing Biao             | MAS  | 48,18     |
| 8     | Ma Haozhe                | CHN  | 46,80     |

Datum: 5. Juni

#### Hammerwurf
| Platz | Athlet                       | Land | Weite (m) |
| ----- | ---------------------------- | ---- | --------- |
| 1     | Ashish Jakhar                | IND  | 69,00     |
| 2     | Hussein al-Bayati            | IRQ  | 65,71     |
| 3     | Zhalolhon Tilavoldikhuzhayev | UZB  | 63,77     |
| 4     | Akbar Helalisoltanahmadi     | IRI  | 59,13     |
| 5     | Liu Yuxuan                   | CHN  | 57,32     |
| 6     | Yousef Ben Rajab             | KUW  | 56,54     |
| 7     | Abdulrahman Jamal Khusaif    | QAT  | 55,27     |
| 8     | Nguyễn Thanh Tùng            | VIE  | 42,20     |

Datum: 4. Juni

#### Speerwurf
| Platz | Athlet             | Land | Weite (m) |
| ----- | ------------------ | ---- | --------- |
| 1     | Junya Sado         | JPN  | 77,97 CR  |
| 2     | Neeraj Chopra      | IND  | 77,60     |
| 3     | Arshad Nadeem      | PAK  | 73,40 NJR |
| 4     | Kawano Atsushi     | JPN  | 68,24     |
| 5     | Vladislav Palyunin | UZB  | 67,73     |
| 6     | Muhammad Yasir     | PAK  | 67,02     |
| 7     | Liu Zhekai         | CHN  | 66,88     |
|       | Gaurav Yadav       | IND  | DSQ       |

Datum: 8. Juni
Der ursprünglich viertplatzierte Inder Gaurav Yadav wurde nachträglich wegen eines Dopingverstoßes disqualifiziert.

#### Zehnkampf
| Platz | Athlet        | Land | Punkte |
| ----- | ------------- | ---- | ------ |
| 1     | Yuma Maruyama | JPN  | 6748   |
| 2     | Wang Chen-yu  | TPE  | 6624   |
| 3     | Krishna Kumar | IND  | 6551   |

Datum: 3./4. Juni

### Mädchen

#### 100 m
| Platz | Athletin            | Land | Zeit (s)  |
| ----- | ------------------- | ---- | --------- |
| 1     | Liu Qun             | CHN  | 11,84     |
| 2     | Chan Pui Kei        | HKG  | 11,85 NJR |
| 3     | On-uma Chattha      | THA  | 11,88     |
| 4     | Lê Tú Chinh         | VIE  | 11,90     |
| 5     | Parichat Charoensuk | THA  | 11,95     |
| 6     | Mazoon al-Alawi     | OMA  | 12,04     |
| 7     | Leung Kwan Yi       | HKG  | 12,04     |
| 8     | Loi Im Lan          | MAC  | 12,17     |

Datum: 4. Juni

#### 200 m
| Platz | Athletin                     | Land | Zeit (s) |
| ----- | ---------------------------- | ---- | -------- |
| 1     | Lê Tú Chinh                  | VIE  | 23,94    |
| 2     | Supanich Poolkerd            | THA  | 24,41    |
| 3     | Noor Eewan Syafiqah Md Sabri | MAS  | 24,50    |
| 4     | Shereen Vallabouy            | MAS  | 24,73    |
| 5     | Kugapriya Chandran           | SGP  | 24,95    |
| 6     | Ljubow Uschakowa             | KAZ  | 25,07    |
| 7     | Marija Nowossadowa           | KAZ  | 25,61    |
| 8     | Trần Mai Hạnh                | VIE  | 30,21    |

Datum: 6. Juni

#### 400 m
| Platz | Athletin                              | Land | Zeit (s) |
| ----- | ------------------------------------- | ---- | -------- |
| 1     | Jisna Mathew                          | IND  | 53,85    |
| 2     | Huang Guifen                          | CHN  | 54,92    |
| 3     | Ishizuka Haruko                       | JPN  | 55,40    |
| 4     | Yuna Iwata                            | JPN  | 55,41    |
| 5     | Liang Nuo                             | CHN  | 56,59    |
| 6     | Omaya Muthumala                       | SRI  | 56,74    |
| 7     | Shaharbana Sidhique Thadiyan Parambil | IND  | 57,68    |
| 8     | Shereen Vallabouy                     | MAS  | 59,31    |

Datum: 4. Juni

#### 800 m
| Platz | Athletin              | Land | Zeit (min) |
| ----- | --------------------- | ---- | ---------- |
| 1     | Lili Das              | IND  | 2:06,64    |
| 2     | Airi Ikezaki          | JPN  | 2:07,21    |
| 3     | Arina Kleschtschukowa | KGZ  | 2:07,56    |
| 4     | Trần Thị Thắm         | VIE  | 2:07,90    |
| 5     | Joginder Singh        | MAS  | 2:11,95    |
| 6     | Dilshi Kumarasinghe   | SRI  | 2:12,16    |
| 7     | Manuel Abitha Mary    | IND  | 2:12,82    |
| 8     | Jekaterina Paramonowa | KAZ  | 2:16,03    |

Datum: 6. Juni

#### 1500 m
| Platz | Athletin          | Land | Zeit (min) |
| ----- | ----------------- | ---- | ---------- |
| 1     | Lili Das          | IND  | 4:29,50    |
| 2     | Ueda Mina         | JPN  | 4:30,76    |
| 3     | Harmilan Bains    | IND  | 4:33,02    |
| 3     | Pak Jin-hyang     | PRK  | 4:33,02    |
| 5     | Lò Thị Thanh      | VIE  | 4:34,10    |
| 6     | Kim Kuk-hyang     | PRK  | 4:40,07    |
| 7     | Sara Joe Kortbawi | LBN  | 4:49,30    |
| 8     | Nélia Martins     | TLS  | 4:58,80    |

Datum: 4. Juni

#### 3000 m
| Platz | Athletin        | Land | Zeit (min) |
| ----- | --------------- | ---- | ---------- |
| 1     | Kuraoka Nana    | JPN  | 09:31,46   |
| 2     | Pak Jin-hyang   | PRK  | 09:50,72   |
| 3     | Choe Hyon-ju    | PRK  | 10:01,94   |
| 4     | Nélia Martins   | TLS  | 10:58,03   |
| 5     | Sabrieh Maradat | JOR  | 11:35,53   |

Datum: 6. Juni

#### 5000 m
| Platz | Athletin        | Land | Zeit (min) |
| ----- | --------------- | ---- | ---------- |
| 1     | Omori Hana      | JPN  | 16:57,39   |
| 2     | Ogata Misaki    | JPN  | 17:04,76   |
| 3     | Choe Hyon-ju    | PRK  | 17:08,79   |
| 4     | Paek Hyon-gyong | PRK  | 18:49,71   |
| 5     | Rainbow Mak     | HKG  | 19:26,86   |
| 6     | Sabrieh Maradat | JOR  | 20:12,13   |

Datum: 4. Juni

#### 10.000 m Gehen
| Platz | Athlet          | Land | Zeit (min) |
| ----- | --------------- | ---- | ---------- |
| 1     | Wang Wenjin     | CHN  | 50:23,89   |
| 2     | Cun Hailu       | CHN  | 50:37,03   |
| 3     | Ravina          | IND  | 51:09,48   |
| 4     | Nishimura Saori | JPN  | 51:29,99   |
| 5     | Lin Wen-tzu     | TPE  | 52:03,17   |
| 6     | Lee Yan Ru      | MAS  | 62:56,34   |
| 7     | Aya Abbas       | SYR  | 66:23,42   |

Datum: 3. Juni

#### 100 m Hürden
| Platz | Athletin          | Land | Zeit (s) |
| ----- | ----------------- | ---- | -------- |
| 1     | Yu Jiaru          | CHN  | 13,79    |
| 2     | Cheng Tang-hsiu   | TPE  | 13,97    |
| 3     | Lin Shih-ting     | TPE  | 14,11    |
| 4     | Mazoon al-Alawi   | OMA  | 14,75    |
| 5     | Lam Yan Tung      | HKG  | 14,86    |
|       | Yumi Tanaka       | JPN  | DSQ      |
|       | Huỳnh Thị Mỹ Tiên | VIE  | DNS      |

Datum: 5. Juni

#### 400 m Hürden
| Platz | Athletin          | Land | Zeit (s) |
| ----- | ----------------- | ---- | -------- |
| 1     | Ishizuka Haruko   | JPN  | 57,91    |
| 2     | Khuất Phương Anh  | VIE  | 59,78    |
| 3     | Lin Yu-chieh      | TPE  | 60,02    |
| 4     | Wang Chen         | CHN  | 60,47    |
| 5     | Murakami Mizuki   | JPN  | 60,60    |
| 6     | Li Ya-ting        | TPE  | 61,77    |
| 7     | Samadder Tiasha   | IND  | 61,86    |
| 8     | Adelina Achmetowa | KAZ  | 62,52    |

Datum. 6. Juni

#### 3000 m Hindernis
| Platz | Athletin            | Land | Zeit (min)  |
| ----- | ------------------- | ---- | ----------- |
| 1     | Chika Mukai         | JPN  | 10:21,04 CR |
| 2     | Ro Hyo-gyong        | PRK  | 10:31,02    |
| 3     | Ju Ok-byol          | PRK  | 10:41,91    |
| 4     | Tian Wanhua         | CHN  | 10:47,40    |
| 5     | Hoàng Thị Trang     | VIE  | 11:25,45    |
| 6     | Mechranges Nasarowa | TJI  | 11:26,68    |
| 7     | Nélia Martins       | TLS  | 11:42,94    |
| 8     | Rainbow Mak         | HKG  | 11:45,74    |

Datum: 5. Juni

#### 4 × 100 m Staffel
| Platz | Land                | Athleten                                                                | Zeit (s)  |
| ----- | ------------------- | ----------------------------------------------------------------------- | --------- |
| 1     | Thailand            | Parichat Charoensuk On-uma Chattha Sureewan Runan Suwimon Khongthong    | 45,23     |
| 2     | Volksrepublik China | Liu Qun Huang Guifen Huang Jiaxin Yu Jiaru                              | 45,41     |
| 3     | Hongkong            | Leung Kwan Yi Chan Ka Sin Kong Chun Ki Chan Pui Kei                     | 45,84 NJR |
| 4     | Vietnam             | Cấn Thị Thủy Lê Tú Chinh Trần Mai Hạnh Nguyễn Thị Hằng                  | 46,58     |
| 5     | Kasachstan          | Darja Iwanowa Marija Nowossadowa Marija Owtschinnikowa Ljubow Uschakowa | 46,90     |
|       | Usbekistan          | Viktoriya Dirdina Elmira Gazizova Oksana Molchanova Anna Shimanis       | DNF       |
|       | Jordanien           | Anoud Muhaisen Aliya Boshnak Noor Al-Qadi Yara Aa-Kateeb                | DNS       |

Datum: 9. Juni

#### 4 × 400 m Staffel
| Platz | Land       | Athleten                                                                          | Zeit (min)  |
| ----- | ---------- | --------------------------------------------------------------------------------- | ----------- |
| 1     | Indien     | Jisna Mathew Shaharbana Sidhique Thadiyan Parambil Subha Venkatesan Liniet George | 3:43,57     |
| 2     | Vietnam    | Khuất Phương Anh Cấn Thị Thủy Nguyễn Thị Hằng Minh Hạnh Hoàng Thị                 | 3:44,56 NJR |
| 3     | Thailand   | Supanich Poolkerd Thanphimon Kaeodi Manrika Phonyam Apinya Athiwet                | 3:50,79     |
| 4     | Kasachstan | Adelina Achmetowa Darja Iwanowa Jekaterina Paromonowa Ljubow Uschakowa            | 3:55,08     |
|       | Japan      | Haruko Ishizuka Yuna Iwata Airi Ikezaki Mizuki Murakami                           | DNS         |
|       | Usbekistan | Elmira Gazizova Sabina Umarova Anna Shimanis Tatyana Talanova                     | DNS         |

Datum: 6. Juni

#### Hochsprung
| Platz | Athletin              | Land | Höhe (m) |
| ----- | --------------------- | ---- | -------- |
| 1     | Chai Yanbo            | CHN  | 1,74     |
| 2     | Nadeschda Dubowizkaja | KAZ  | 1,74     |
| 3     | Tsai Ching-jung       | TPE  | 1,71     |
| 4     | Wong Yuen Nam         | HKG  | 1,71     |
| 5     | Li Ching-ching        | TPE  | 1,71     |
| 6     | Safina Saʼdullayeva   | UZB  | 1,68     |
| 7     | Ishiioka Yuzuki       | JPN  | 1,68     |
| 8     | Krobkaew Taemsri      | THA  | 1,68     |

Datum. 4. Juni

#### Stabhochsprung
| Platz | Athletin          | Land | Höhe (m) |
| ----- | ----------------- | ---- | -------- |
| 1     | Chen Qiaoling     | CHN  | 4,15     |
| 2     | Misaki Morota     | JPN  | 3,80     |
| 3     | Wu Chia-ju        | TPE  | 3,60     |
| 4     | Jelita Nara Idea  | INA  | 3,50     |
| 5     | Suttikan Khammun  | THA  | 3,35     |
| 6     | Emily Jean Obiena | PHI  | 3,20     |
|       | Samudra Harshani  | SRI  | NM       |
|       | Shen Yi-ju        | TPE  | NM       |

Datum: 5. Juni

#### Weitsprung
| Platz | Athletin             | Land | Weite (m) |
| ----- | -------------------- | ---- | --------- |
| 1     | Nguyễn Thị Trúc Mai  | VIE  | 6,34 NJR  |
| 2     | Parinya Chuaimaroeng | THA  | 6,28 NJR  |
| 3     | Yao Jiayu            | CHN  | 6,04      |
| 4     | Chan Ka Sin          | HKG  | 5,94      |
| 5     | Anna Gorodkowa       | KAZ  | 5,90      |
| 6     | Lee Hui-Jin          | KOR  | 5,88      |
| 7     | Huang Shih-han       | TPE  | 5,86      |
| 8     | Kirthana Ramasamy    | MAS  | 5,81      |

Datum. 3. Juni

#### Dreisprung
| Platz | Athletin              | Land | Weite (m) |
| ----- | --------------------- | ---- | --------- |
| 1     | Kirthana Ramasamy     | MAS  | 13,20 NJR |
| 2     | Marija Owtschinnikowa | KAZ  | 13,19     |
| 3     | Anna Gorodkowa        | KAZ  | 12,97     |
| 4     | Vũ Thị Mông Mơ        | VIE  | 12,93     |
| 5     | Chai Yuyue            | CHN  | 12,79     |
| 6     | Suresh Priyadarshani  | IND  | 12,65     |
| 7     | Hashini Prabodha      | SRI  | 12,61 PB  |
| 8     | Oksana Molchanova     | UZB  | 12,40     |

Datum: 5. Juni

#### Kugelstoßen
| Platz | Athletin                   | Land | Weite (m) |
| ----- | -------------------------- | ---- | --------- |
| 1     | Nanaka Kori                | JPN  | 15,89 NJR |
| 2     | Dong Yu                    | CHN  | 14,23     |
| 3     | Liu Ziyue                  | CHN  | 14,22     |
| 4     | Lee Yu-ri                  | KOR  | 13,95     |
| 5     | To Yuen Kwan               | HKG  | 11,86     |
| 6     | Ernie Sharina Abdul Fattah | BRN  | 7,86      |

Datum: 3. Juni

#### Diskuswurf
| Platz | Athletin               | Land | Weite (m) |
| ----- | ---------------------- | ---- | --------- |
| 1     | Yang Huanhuan          | CHN  | 51,47     |
| 2     | Nanaka Kori            | JPN  | 48,04     |
| 3     | Zhou Zixuan            | CHN  | 46,57     |
| 4     | Nguyễn Thị Hồng Thường | VIE  | 43,90     |
| 5     | To Yuen Kwan           | HKG  | 41,27     |
| 6     | Fatima al-Hosani       | VAE  | 41,01     |
| 7     | Aira Teodosio          | PHI  | 35,52     |

Datum: 6. Juni

#### Hammerwurf
| Platz | Athletin               | Land | Weite (m) |
| ----- | ---------------------- | ---- | --------- |
| 1     | Zhao Fan               | CHN  | 61,77     |
| 2     | Ji Li                  | CHN  | 58,11     |
| 3     | Mingkamon Koomphon     | THA  | 56,44     |
| 4     | Sekiguchi Kiyono       | JPN  | 53,20     |
| 5     | Park Ye-rin            | KOR  | 48,54     |
| 6     | Amineh Kashiri         | IRI  | 45,58     |
| 7     | Nukra Nikkadamowa      | TJK  | 44,94     |
| 8     | Gulrukhsora Khoshimova | UZB  | 44,50     |

Datum. 5. Juni

#### Speerwurf
| Platz | Athletin          | Land | Weite (m) |
| ----- | ----------------- | ---- | --------- |
| 1     | Su Lingdan        | CHN  | 57,32     |
| 2     | Chang Chu         | TPE  | 53,14     |
| 3     | Warwara Nasarowa  | KAZ  | 52,76 NR  |
| 4     | Yamashita Mikako  | JPN  | 50,25     |
| 5     | Osa Mahiro        | JPN  | 49,54     |
| 6     | Dai Qianqian      | CHN  | 49,33     |
| 7     | Jeong Ji-hye      | KOR  | 47,33     |
| 8     | Sanobar Yerkinova | UZB  | 45,76     |

Datum: 4. Juni

#### Siebenkampf
| Platz | Athletin               | Land | Punkte |
| ----- | ---------------------- | ---- | ------ |
| 1     | Du Jiani               | CHN  | 5031   |
| 2     | Aleksandra Yurkevskaya | UZB  | 4859   |
| 3     | Nguyễn Linh Na         | VIE  | 4564   |

Datum: 5./6. Juni

## Abkürzungen
- WR = Weltrekord
- WU20R = U20-Weltrekord
- OR = olympischer Rekord
- YOR = olympischer Jugendrekord
- AR = Kontinentalrekord
- AU20R = U20-Kontinentalrekord
- NR = nationaler Rekord
- NU20R = nationaler U20-Rekord
- CR = Meisterschaftsrekord
- MR = Veranstaltungsrekord
- WB = Weltbestleistung
- WU20B = U20-Weltbestleistung
- WU18B = U18-Weltbestleistung
- AB = Kontinentalbestleistung
- AU20B = U20-Kontinentalbestleistung
- AU18B = U18-Kontinentalbestleistung
- NB = nationale Bestleistung
- NU20B = nationale U20-Bestleistung
- NU18B = nationale U18-Bestleistung
- PB = persönliche Bestleistung
- SB = persönliche Saisonbestleistung
- QB = Qualifikationsbestleistung
- WL = Weltjahresbestleistung
- WU20L = U20-Weltjahresbestleistung
- WU18L = U18-Weltjahresbestleistung
- DSQ = disqualifiziert (engl. Disqualified)
- DNS = Wettkampf nicht angetreten (engl. Did Not Start)
- DNF = Wettkampf nicht beendet (engl. Did Not Finish)

## Medaillenspiegel
| Platz  | Land                | Gold | Silber | Bronze | Gesamt |
| ------ | ------------------- | ---- | ------ | ------ | ------ |
| 01     | Japan               | 13   | 10     | 4      | 27     |
| 02     | Volksrepublik China | 11   | 7      | 4      | 22     |
| 03     | Indien              | 7    | 4      | 6      | 17     |
| 04     | Malaysia            | 3    | 3      | 1      | 7      |
| 05     | Taiwan              | 2    | 3      | 4      | 9      |
| 05     | Thailand            | 2    | 3      | 4      | 9      |
| 07     | Vietnam             | 2    | 3      | 2      | 7      |
| 08     | Katar               | 2    | 2      | 0      | 4      |
| 09     | Irak                | 1    | 2      | 3      | 6      |
| 10     | Südkorea            | 1    | 0      | 2      | 3      |
| 11     | Nordkorea           | 0    | 2      | 4      | 6      |
| 12     | Kasachstan          | 0    | 2      | 2      | 4      |
| 13     | Iran                | 0    | 1      | 2      | 3      |
| 14     | Hongkong            | 0    | 1      | 1      | 2      |
| 14     | Usbekistan          | 0    | 1      | 1      | 2      |
| 16     | Saudi-Arabien       | 0    | 0      | 3      | 3      |
| 17     | Kirgisistan         | 0    | 0      | 1      | 1      |
| 17     | Pakistan            | 0    | 0      | 1      | 1      |
| Gesamt | Gesamt              | 44   | 44     | 45     | 133    |